# Iuri Dombrovski
Iuri Óssipovitx Dombrovski, rus: Ю́рий О́сипович Домбро́вский, (Moscou, 12 de maig [C.J. 29 d'abril] de 1909 – Moscou, 29 de maig de 1978) fou un prosista soviètic i rus, poeta, crític literari i memorialista. També era conegut com a arqueòleg, crític d'art i periodista.

## Biografia
Va créixer en una família d'intel·lectuals: el pare, Ióssif Vitàlievitx (Gdàlevitx) Dombrovski (1873-1920) era un advocat de confessió jueva; la mare, Lídia Alekséievna (nascuda Kraineva, 1883-1961) de confessió evangèlico-luterana, era científica en el camp de l'anatomia i la citologia de les plantes, i posteriorment fou candidata de ciències biològiques i professora associada a l'Acadèmia Agrícola de Moscou Va tenir una germana, Natàlia (1918-1943).
Va estudiar a l'antic gymnasium del carrer Krivoarbatski a Moscou. El 1928, Iuri Óssipovitx va ingressar als Cursos Literaris Superiors ("Briússov"), però aquests foren clausurats el 1929. El 1930, va ingressar als Cursos centrals de correctors editorials "OGUIZ" de la RSFSR, on es va graduar l'octubre de 1931.
El 1933 fou arrestat i exiliat de Moscou a Almati. Va treballar com a arqueòleg, crític d'art, periodista i es dedicà a activitats docents.
Dombrovski havia començat a publicar articles literaris al Kazakhstànskaia Pravda el 1937, quan tornà a ser empresonat, aquesta vegada per només set mesos. Va tenir la sort de ser detingut durant el parèntesi parcial entre la caiguda de Iejov i el nomenament de Béria.
La primera novel·la de Dombrovski, Derjavin, rus: Державин, es va publicar el 1938 i va ser acceptat a la Unió d'Escriptors Soviètics el 1939, any en què va ser arrestat una vegada més. Aquesta vegada va ser enviat als famosos camps de Kolimà, al nord-est de Sibèria, dels quals se'ns dona breus però esgarrifoses visites a La facultat de les coses innecessàries, rus: Факультет ненужных вещей.
El 1943 va ser alliberat abans del previst per discapacitat. Va viure com a professor a Almati fins al 1949. Allà va escriure El mico ve pel seu crani, rus: Обезьяна приходит за своим черепом i La dama bruna, rus: Смуглая леди. El 1949 fou novament arrestat, aquesta vegada en relació amb la campanya contra les influències estrangeres i el cosmopolitisme (probablement perquè Dombrovski era d'origen jueu). Aquesta vegada, va rebre una condemna de deu anys a complir a la regió de Taixet, prop d'Irkutsk. Allà es va fer amic del l'escriptor francès d'origen armeni, també detingut, Armand Maloumian.
Pocs anys després de la mort de Stalin, el 1957, va ser alliberat, i posteriorment rehabilitat i autoritzat a tornar a Moscou. Dombrovski es va dedicar llavors a la literatura, una activitat que havia començat a l'exili.
El cim de la creativitat de l'escriptor és la novel·la La facultat de les coses innecessàries, que va començar el 1964 i va acabar el 1975. Es tracta d'un llibre sobre el destí dels valors de la civilització cristiano-humanista en el món anticristià i antihumanista - i sobre les persones que van assumir la missió de fidelitzar aquests ideals i valors, “coses innecessàries” per al sistema estalinista. Els principals antiherois de la novel·la són els treballadors dels "òrgans", els agents de seguretat són els engranatges inoxidables del règim inhumà. A l'URSS la novel·la no es va poder publicar, però el 1978 es va publicar en rus a França.
Al març de 1978, poc després de la publicació de la novel·la La facultat de coses innecessàries a Occident, Dombrovski, de 68 anys, va ser durament apallissat per un grup de persones desconegudes al vestíbul del restaurant de la Casa Central d'Escriptors de Moscou. Dos mesos després de l'incident, el 29 de maig de 1978, va morir a l'hospital a causa d'una greu hemorràgia interna causada per les varius del sistema digestiu.
Va ser enterrat a Moscou al cementiri de Kuzmínskoie (secció 90).